# Thinking about you〜あなたの夜を包みたい〜
『Thinking about you〜あなたの夜を包みたい〜』（シンキング・アバウト・ユー あなたのよるをつつみたい）は、中山美穂の33枚目のシングル。1996年2月16日にキングレコードからリリースされた。(CDS:KIDS-271)

## 解説
- 表題曲は日本テレビ系『NNNきょうの出来事』のエンディングテーマ。
- 前年発売のアルバム『Mid Blue』と同時期にレコーディングされたが、同アルバムがバラード曲ばかりになってしまうという理由から収録されず、後になりフリーアナウンサーの櫻井よしこが同曲を聴き惚れ込み、中山側にラブコールを送った結果、キャスターを務める同番組のテーマ曲としてシングルリリースとなった。
- 前年のコンサートツアーで一足先に披露されたが、アレンジが異なっている。そのコンサートバージョンはライブビデオ『Miho Nakayama Concert Tour '95 f』に収録されている。
- 雑誌のインタビューによると、公表されている詞は作詞家の小竹正人によるものだがタイトル及びサビの部分は中山本人のアイデアによるもの。
- この曲で、それまで出演したことのなかった日本テレビ『FAN』、TBS『COUNT DOWN TV』に初出演し、テレビ朝日『ミュージックステーション』には1994年以来2年ぶりに出演した。

## 収録曲
1. Thinking about you〜あなたの夜を包みたい〜
  - 作詞: 小竹正人、作曲: Maria、編曲: 大谷和夫
2. Angel
  - 作詞: 中山美穂・小竹正人、作曲: Maria、編曲: 溝口肇
3. Thinking about you〜あなたの夜を包みたい〜（オリジナルカラオケ）
4. Angel　（オリジナルカラオケ）

## 収録アルバム
- Thinking about you〜あなたの夜を包みたい〜
  - Deep Lip French - 「Thinking About You〜あなたの夜を包みたい〜」表記
  - TREASURY
  - Ballads II
  - COLLECTION IV
  - Complete SINGLES BOX
  - 中山美穂 パーフェクト・ベスト
  - 30th Anniversary THE PERFECT SINGLES BOX
  - All Time Best

- Angel
  - Deep Lip French
  - Ballads II
  - YOUR SELECTION 2
  - Complete SINGLES BOX
  - 30th Anniversary THE PERFECT SINGLES BOX